# 三枝光星
三枝 光星（さえぐさ こうせい、1985年9月11日 - ）は、日本の実業家で、株式会社source codeのCEO。

## 概要
学生時代をアメリカで過ごし、20代前半の頃に日本へ。
2013年に株式会社ITIに入ると、IT企業未経験ながらアプリ開発に尽力し、最初に製作したアプリがヒット。それ以来アプリ開発に携わり、株式会社ITIのマーケティングマネージャーとなる。
ハイパーカジュアルゲーム「Rescue Cut」のヒットにより世界から注目され、インタビューやセミナー登壇など積極的に活動している。
株式会社ITIを退社後、2021年に株式会社source codeを設立。
Supersonicの日本窓口として第一線で活躍している。